# Machucando
Machucando é um single de Daddy Yankee de 2006.

## Faixas e formatos
CD Single promocional
1. "Machucando" - 3:34
2. "Machucando" (FUCKERSSSS Remix) - 2:59
3. "Machucando" (Instrumental) - 3:34
4. "Machucando" (Remix) (ft. Calle 13) - 2:57
5. "Machucando" (Remix) (Instrumental) (ft. Calle 13) - 2:58

CD Single norte-americano
1. "Machucando" - 3:34
2. "Machucando" (Remix) (ft. Calle 13) - 2:57
3. "Machucando" (Instrumental) - 3:34

## Charts
| Chart (2006)                          | Posição de abertura |
| ------------------------------------- | ------------------- |
| U.S. Billboard Hot 100 Airplay        | 75                  |
| U.S. Billboard Latin Rhythm Airplay   | 3                   |
| U.S. Billboard Latin Tropical Airplay | 2                   |
| U.S. Billboard Hot_Latin_Songs        | 2                   |
| Venezuela Pop Rock (Record_Report)    | 14                  |